# Ciar

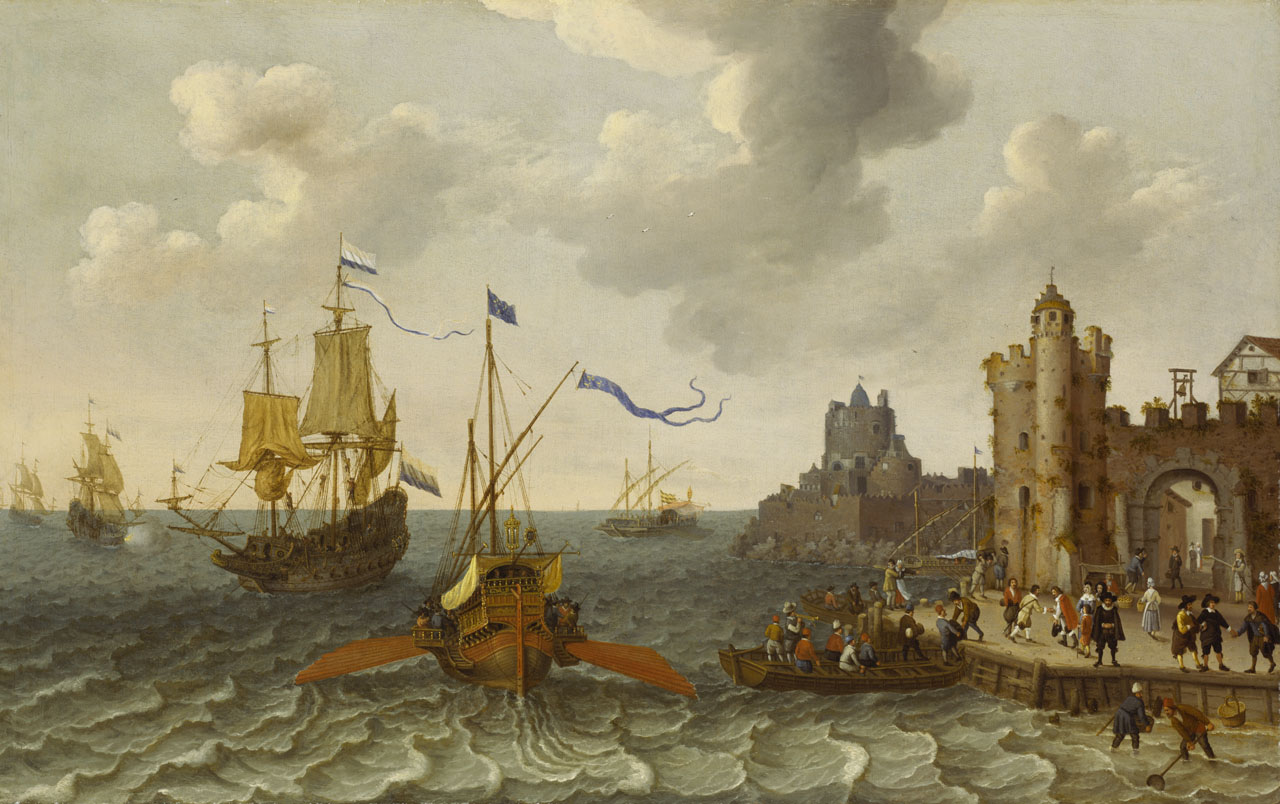
Galera en plena maniobra de ciar

En nàutica, ciar és el fet de navegar marxa enrere o en direcció a popa ja sigui amb els aparells de propulsió a motor o a rem, en sentit invers al del funcionament habitual.
Així, en les naus amb rems l'operació consisteix a desplaçar el rem en sentit de popa a proa. Quan això s'executa a l'una amb tots els rems de què disposa l'embarcació, s'anomena  ciar per tot  o  ciar en rodó ; i a l'efectuar-ho només amb els d'una de les bandes s'anomena  ciar per babord  o  ciar per estribord . (Vegeu ciaboga).

## Etimologia
Segons Corominas, la referència més antiga és la paraula mossàrab ciya, equivalent a l'italià "sio" o 'CIO' i al bearnès. sia 'tia' i del mateix origen que el cat. tio Siaa i sion ja apareixen en textos jurídics medievals de Bearn i de Baiona. A més les Leys d'Amor tolosanes de la S. XIII (Levy PSW. VII 653) diuen que era monosíl·lab -sia per Amda {<Amita 'tia "} - sense especificar que sigui veu gascona (com sol fer-ho quan ho és): potser es va emprar també al Llenguadoc occidental. Recordem que el verb que ens interessa és estrany a l'àrab (ja que el magrebí embolicar, com ja mostra peremptòriament el seu -r, és un hispanisme recent) i si hagués existit en muzárabe una equivalència del cast. ciar, port. cear, cat. ciar, hauria de tenir forçosament segons la fonètica mossàrab, i no i -.- 'Un altre testimoni italià de Siará, 1358. Jal tracta del nostre vocable en els articles Scia, el seu, Nart, ria, declarant d'origen desconegut .- ¹ En un altre text medieval anònim no-m sei d'anar té d mateix sentit, però crec que aqui la -i és la desinència de la 1. * persona dd present, i l'infinitiu serà star i no sciar, com insinua Appel. Levy compara amb Dclfinado sia «remuer, mouvoir * (Mistral)

## Hidrojet i motos d'aigua

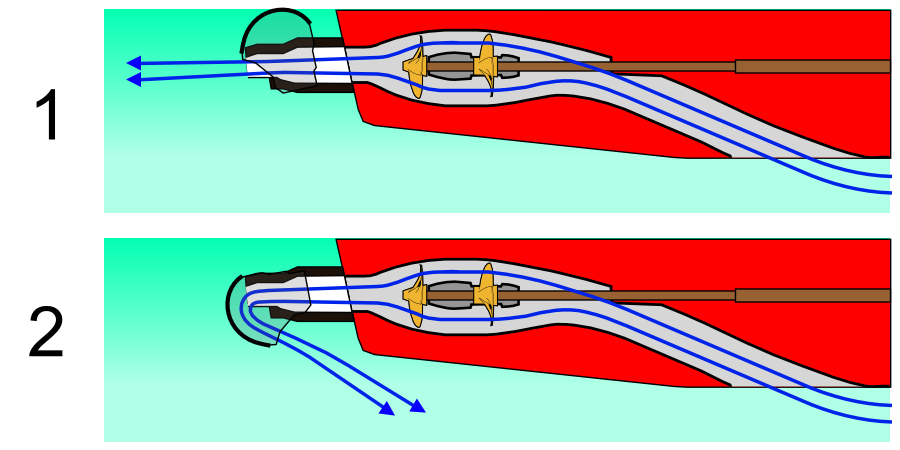
Aquesta imatge il·lustra el funcionament del deflector de marxa enrere. 1: embranzida cap endavant, deflector desactivat 2: Inversió d'embranzida, el deflector desvia el flux d'embranzida cap enrere

Els hidrojet empren un deflector per fer ciar l'embarcació, que permet aconseguir la inversió de la sortida de l'aigua i així poder anar cap enrere de forma ràpida i sense la necessitat d'emprar engranatges inversors per ajustar el sentit de gir del motor. El deflector de marxa enrere també s'utilitza per ajudar a disminuir l'espai recorregut fins a aturar-se completament sobre l'aigua. Aquesta característica és una de les principals raons que fan els hidrojet tan maniobrables.
Això proporciona als vaixells amb propulsió hidrojet una major agilitat sobre l'aigua. Un altre avantatge és que quan s'inverteix la marxa, no s'inverteix el govern del timó, al contrari del que passa en les embarcacions accionades per hèlix.
Els hidrojet pateixen l'efecte Coandă, això s'ha de tenir en compte quan es fan canvis de direcció, fent necessari ajustar uns graus més enllà del que normalment faria falta, per raó d'aquest efecte.

## Vaixells de vapor
En els  vaixells de vapor ciar és donar contravapor perquè el propulsor giri en sentit contrari a com ho fa a l'anar el vaixell avant. Quan el passar de la marxa normal avant al revés de ciar no obeeixi a un accident de moment, com a perill de abordatge o xoc, s'han de prendre precaucions i no efectuar la maniobra bruscament; per tant, a l'ordre de ciar, donada a el maquinista, han de precedir les de moderar i aturar.
A primera vista sembla que els efectes de l' timó, al ciar el vaixell, haurien de ser iguals i contraris als corresponents a la marxa directa; però no succeeix així, ja que la pala ve a fer ciant l'ofici de proa alguna cosa asimétrica, de manera que darrere d'ella hi haurà un espai de remolins o aigües mortes; l'efecte de el timó és molt menor en aquest cas que en el de la marxa directa, així s'observa que els vaixells en termes generals, al ciar obeeixen més que al timó al vent i al mar (és a contra vapo).